# Аридний цикл
Аридний цикл – за Девісом (Davis, 1954), визначена послідовність процесів рельєфоутворення, що призводить до вивітрювання розчленованої поверхні в аридному кліматі. Вирівнювання відбувається в результаті місцевого стоку і знесення матеріалу у западини, що мають, головним чином, тектонічне походження. На початкових стадіях розчленованість зменшується внаслідок зносу матеріалу з позитивних форм і підняття рівня заповнених западин; в стадії зрілості більш низько розташовані западини перехоплюють стік, і матеріал з верхніх западин транспортується в нижні; в стадію старості – паралельно з об'єднанням стоку в нижніх западинах посилюється утворення дефляційних западин, оскільки зростає ступінь вивітрювання гірських порід, що призводить до збільшення роз'єднаності стоку й виникнення нових дрібних западин. У процесі перебудови стоку відбувається вирівнювання рельєфу, якому сприяє видалення вітром піску і пилу. Пустельна рівнина може виявитися зниженою до більш низького рівня, ніж рівень найглибшої первісної западини, так як винос незалежний від загального базису ерозії. В цьому випадку виникає кам'яниста поверхня з монадноками – останцями, складеними тривкими породами (останець селективний).